# Super Mario Land
Super Mario Land (japanisch スーパーマリオランド, Hepburn: Sūpā Mario Rando) ist ein von Nintendo für den Game Boy entwickeltes Jump-’n’-Run-Videospiel. Die Erstveröffentlichung erfolgte in Japan und den Vereinigten Staaten 1989, sowie in Europa 1990, als einer der Starttitel für den Game Boy. Es ist das erste Spiel der Reihe für den Game Boy, und das vierte Spiel der Reihe überhaupt. Außerdem ist es das erste Super-Mario-Spiel für eine Handheld-Konsole mit austauschbaren Spielmodulen.
Das Ziel des Spiels ist es, die vom Weltraummonster Tatanga entführte Prinzessin Daisy zu retten. Dafür muss der Spieler in der Rolle des titelgebenden Klempners Mario zwölf aufeinanderfolgende Spielabschnitte mit zunehmendem Schwierigkeitsgrad absolvieren.
Für die Entwicklung von Super Mario Land zeichnete die Nintendo-Abteilung Research & Development 1 verantwortlich. Die Entwicklungsleiter waren Gunpei Yokoi und Satoru Okada, die beiden Hauptingenieure des Game Boy. Die Musik des Spiels stammt von Hirokazu Tanaka. Als erstes Mario-Spiel wurde Land nicht unter der Aufsicht des Seriengründers Shigeru Miyamoto von dessen Nintendo-Abteilung entwickelt.
Super Mario Land wurde überwiegend positiv aufgenommen, was sich in den hohen Verkaufszahlen (die Angaben schwanken zwischen 14,3 und 20 Millionen Stück) und einer 2011 erfolgten Wiederveröffentlichung für die 3DS-Konsole widerspiegelt. 1992 brachte Nintendo den Nachfolger Super Mario Land 2: 6 Golden Coins heraus, auf den die Wario-Land-Reihe folgte.

## Spielbeschreibung

### Hintergrundgeschichte
Im Sarasaland mit seinen Königreichen Birabuto, Muda, Easton und Chai erscheint eines Tages der Außerirdische Tatanga, um die Herrschaft an sich zu reißen. Er hypnotisiert die Bewohner und entführt die Prinzessin des Landes, Daisy. Der italienische Klempner Mario erfährt davon und bricht auf, um Tatanga zu besiegen, Prinzessin Daisy zu retten und den Frieden im Sarasaland wiederherzustellen.
Mario reist dabei durch alle vier Königreiche, wobei sein Weg mit Hindernissen gespickt ist. Verschiedene Gegner wie Speere werfende Bienen, explodierende Schildkröten oder fleischfressende Pflanzen versuchen ihn aufzuhalten. In jedem Königreich muss sich der Protagonist einem mächtigen Bossgegner stellen. Im ersten Königreich Birabuto hat es Mario dabei mit dem löwenähnlichen König Totomesu zu tun, macht sich im zweiten Königreich Muda mit einem U-Boot auf den Weg zu König Dragonzamasu, um auch diesen zu bezwingen, und muss im dritten Königreich Easton König Hiyoihoi überwinden.
Nach dem jeweiligen Besiegen der ersten drei Bossgegner gelangt Mario in einen Raum, worin die vermeintliche Prinzessin Daisy wartet; diese entpuppt sich jedoch die ersten drei Male als gegnerisches Trugbild, und verwandelt sich in ein (jeweils davonspringendes) Wesen aus der Gegnerschar des jeweiligen Königreiches, nämlich in das Fliegenwesen Fly (Birabuto), in den Kraken oder Tintenfisch Gunion (Muda), sowie in das Spinnenwesen Kumo (Easton).
Im vierten Königreich Chai gelangt Mario mit Hilfe eines Flugzeugs zu dem Wächter Biokinton. Schließlich beginnt der Kampf gegen den Bösewicht Tatanga. Nachdem Mario den Außerirdischen besiegt hat, erscheint endlich die echte Prinzessin, und erlangt, begleitet von einem kurzen Dialog, die Freiheit wieder. Im sich anschließenden Abspann sieht man Mario und Daisy ein Raumschiff betreten und durch die Wolken entschwinden, während die Namen der Entwickler eingeblendet werden.
Die Welten sind alten Kulturen nachempfunden. Das erste Königreich Birabuto ist ägyptisch angehaucht, das dritte Königreich Easton erinnert stellenweise an die Osterinsel, während das Königreich Chai in einem chinesisch-asiatischen Stil gehalten ist. Das zweite Königreich Muda, welches in einer Wasserwelt spielt, ist an die Legende des versunkenen Reiches Mu angelehnt.

### Spielprinzip
Super Mario Land orientiert sich am ersten Super-Mario-Spiel, Super Mario Bros. (Nintendo Entertainment System, 1985), weist aber zahlreiche Unterschiede auf.
Super Mario Land ist ein zweidimensionales, seitwärts scrollendes Jump-’n’-Run-Spiel. Ziel ist es, zwölf Spielabschnitte, so genannte Level, zu durchqueren, die in vier Welten mit jeweils drei Leveln aufgeteilt sind. Um einen Level zu meistern, muss der Spieler Mario in der vorgegebenen Zeitspanne vom Anfang bis zum Ziel manövrieren, möglichst ohne dabei von Gegnern und deren Geschossen verletzt zu werden oder in einen Abgrund zu fallen. Im dritten und letzten Level jeder Welt muss ein besonders schwieriger Endgegner bezwungen werden.
Zwei Level weichen vom Jump-’n’-Run-Prinzip des Spiels ab und beinhalten Shoot-’em-up-Elemente. Mario steuert dort ein U-Boot beziehungsweise ein Flugzeug, während der Bildausschnitt automatisch von links nach rechts scrollt. Das Gefährt kann frei über den gesamten Bildschirm bewegt werden. Hindernisse wie Gegner und den Weg versperrende Blöcke können mit Geschossen beseitigt werden. Als zusätzliche Schwierigkeit kommt hinzu, dass Mario aufgrund des automatisch scrollenden Bildausschnittes zwischen einem Hindernis und dem Bildschirmrand eingeklemmt werden kann, was ihn ein Leben kostet.
Am Ende jedes Levels, mit Ausnahme des dritten und letzten Levels jeder Welt, befinden sich ein oberer und ein unterer Ausgang. Der obere Ausgang wird dabei durch immer neue Hindernisse Stufe für Stufe schwieriger zu erreichen. Dort erwartet den Spieler ein Bonusspiel, in dem er Extraleben oder ein Power-Up gewinnen kann.
Nachdem das Spiel einmal durchgespielt wurde, steht dem Spieler ein zusätzlicher, schwierigerer Modus zur Verfügung, in dem die Spielstufen mehr Gegner beinhalten. Nachdem der Spieler auch diesen Modus absolviert hat, kann er vom Titelbildschirm aus ein beliebiges Level auswählen und starten.

### Gegenstände
In der Spielwelt sind viele nutzbringende Items (Gegenstände) zu finden, die der Spielfigur zusätzliche Kräfte verleihen. So sind über die gesamte Spielwelt Münzen verteilt, für einhundert gesammelte Münzen erhält Mario ein Extraleben. Die anderen Gegenstände sind zunächst in schwebenden Blöcken versteckt. Mario muss von unten gegen einen Block springen, um seinen Inhalt freizugeben. In den meisten Fällen ist dies eine Münze, aber auch andere Gegenstände sind möglich. Der Superpilz verwandelt Mario in den stärkeren Super-Mario. In diesem Zustand verliert er nicht sofort ein Leben, wenn er von einem Gegner getroffen wird, sondern verwandelt sich wieder zum normalen Mario zurück. Im Super-Zustand findet er in Blöcken die Superball-Blume, die ihn in Superball-Mario verwandelt. In diesem Zustand kann er Geschosse werfen, um Gegner zu besiegen. Die Geschosse prallen von Wänden ab und können auch Münzen aufsammeln. Der seltene Stern macht Mario einige Sekunden lang immun gegen gegnerische Angriffe. Ebenfalls befinden sich Herzen in den Blöcken (zum Teil in unsichtbaren), die Mario ein zusätzliches Extraleben gewähren.
Auch in den Shoot-’em-up-Leveln sind diese Gegenstände enthalten, mit Ausnahme der Superball-Blume.

### Gegner
Jede Spielstufe ist von verschiedenen Gegnern bevölkert, die Mario bei Berührung oder Beschuss ein Leben kosten. Sie können durch einen Sprung auf den Kopf oder den Beschuss mit Superbällen besiegt werden. Eine Ausnahme ist das Fischskelett Honen, das gegen Superbälle immun ist. In den Shoot-’em-up-Passagen hat Mario eine Bordkanone zur Verfügung, um Gegner zu bekämpfen.
Die Endgegner am Ende jeder Welt können nur durch Superbälle (Welten 1 und 3) oder Geschosse aus der Bordkanone (Welten 2 und 4) besiegt werden. Als alternativen Weg gibt es in den Welten 1–3 einen Schalter, den Mario drücken kann, sobald er es geschafft hat, am Endgegner vorbeizukommen. Wird der Schalter betätigt, gilt der Endgegner als besiegt. Der Spieler erhält dann allerdings keine Punkte für das Besiegen des Endgegners.

## Entstehungs- und Veröffentlichungsgeschichte

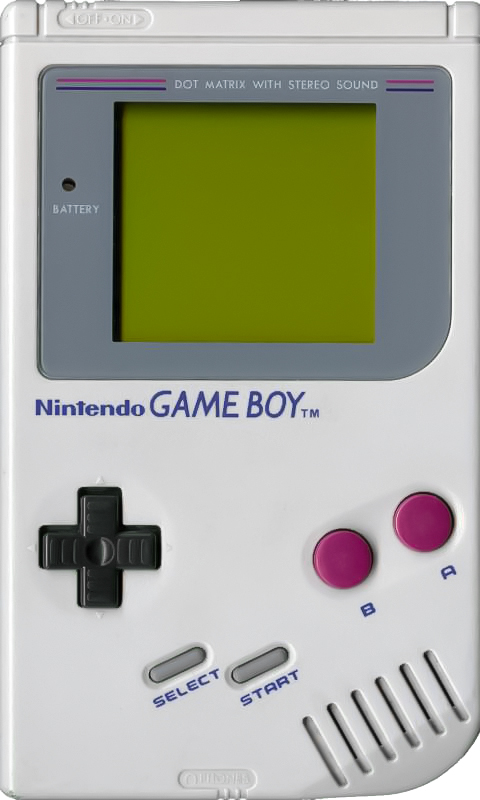
Super Mario Land erschien für den Game Boy.

Super Mario Land wurde von einem achtköpfigen Team des internen Nintendo-Studios Research & Development 1 (R&D1) entwickelt. Als Produzent fungierte der Abteilungsleiter Gunpei Yokoi, während Satoru Okada Projektleiter war. Der Nintendo-Komponist Hirokazu Tanaka verfasste den Soundtrack des Spiels, der aus zehn Musikstücken besteht, darunter ein Arrangement von Jacques Offenbachs Cancan.

### Entwicklung
R&D1 hatte Anfang der 1980er Jahre bereits die Serie Game & Watch entworfen, die ersten Handheld-Konsolen Nintendos. Ende der 1980er Jahre arbeitete die Abteilung unter der Leitung Yokois und Okadas an einem Handheld mit austauschbaren Modulen. Aus diesem Projekt entstand der Game Boy. Im gleichen Jahr stellte die Konkurrenzfirma Atari Corporation den Handheld Atari Lynx vor: ein Gerät, das aus technischer Sicht dem Game Boy überlegen war und ein Farbdisplay bot. Um trotz der technischen Unterlegenheit Lynx übertreffen zu können, konzentrierte sich Nintendo auf das Softwareangebot: „Nintendo wusste, dass alles von den Spielen abhing. Egal, was das System machen konnte, sofern die Spiele Spaß machten, würden Leute sie spielen.“ Für ein solches Spiel fand der damalige Nintendo-Präsident Hiroshi Yamauchi das Nintendo-Maskottchen Mario geeignet.
Die zuvor erschienenen Super-Mario-Spiele stammten von der Entwicklungsabteilung Nintendo Entertainment Analysis & Development (EAD) und waren unter der Leitung der Spieledesigner Shigeru Miyamoto und Takashi Tezuka entwickelt worden. Damals begann das Studio jedoch die Entwicklung neuer Spiele für das Super Nintendo Entertainment System. Da EAD damals außerdem noch keine Handheld-Erfahrung aufwies, musste R&D1 für die Entwicklung des Game-Boy-Marios verantwortlich zeichnen. R&D1 entwickelte damit sämtliche Launchtitel des Handhelds von Nintendo.
Die Entwicklung des Spiels begann etwa gegen August 1988, als die Arbeiten an Famicom Wars (Famicom, 1988) abgeschlossen wurden, an dem Yokoi, Okada sowie ein weiterer Designer von Super Mario Land mitwirkten.
Da Shigeru Miyamoto und die anderen Mitglieder des Super-Mario-Teams nicht an Land mitwirkten, ist es das erste Spiel der Super-Mario-Reihe, das außerhalb der EAD entwickelt wurde.

### Technik
Hardwarebedingt ist Super Mario Land ein Schwarz-weiß-Spiel. Der aktuelle Spielfortschritt kann weder durch ein batterieunterstütztes System noch durch Passwörter gespeichert werden, sodass der Spieler von vorne beginnen muss, wenn er den Game Boy ausschaltet. Das Spiel bedient sich der Side-Scrolling-Technik. Dies bedeutet, dass der Spieler von der Seite auf die Szenerie blickt und seine Spielfigur seitlich durch die Level hindurchnavigiert, während der Bildschirmausschnitt ihr folgt. Das Spiel ist nur in der Lage, horizontal nach vorn zu scrollen, also nicht vertikal oder zurück. Außerdem steht nur ein Einzelspieler-Modus zur Verfügung.

### Veröffentlichung und Vermarktung
Das Spiel kam in Japan als Starttitel für den Game Boy am 21. April 1989 heraus. In Nordamerika erschien es im August, in Europa zusammen mit dem Game Boy Ende September 1990. Nintendo begleitete die Veröffentlichung von Super Mario Land mit Werbung, die auf Science-Fiction-Filmen der 1950er Jahre basierte.
Ursprünglich sollte Super Mario Land mit dem Game Boy als Bundle erscheinen. Diese Pläne wurden zugunsten von Tetris verworfen. Der niederländische Computerspiel-Entwickler und Leiter von The Tetris Company, Henk Rogers, der die Rechte an Tetris vermarktete, empfahl Nintendo, Tetris zusammen mit der Konsole anzubieten. Er argumentierte, dass das Spiel im Gegensatz zu Super Mario Land eine größere Zielgruppe anspreche und darum geeigneter als Bundle-Titel sei. Doch auch Super Mario Land leistete seinen Beitrag zum erfolgreichen Marktstart des Handheld.

### Wiederveröffentlichungen
1996 wurde Super Mario Land durch Nintendo unter dem Players-Choice-Label preisvergünstigt wiederveröffentlicht.
Für den eShop des Nintendo 3DS erschien Super Mario Land am 7. Juni 2011 beziehungsweise in Amerika am 6. Juni als Startangebot. Im Rahmen der Virtual Console kann die Spielportierung als Download erworben werden. Spielerisch sowie seitens Ton und Grafik gibt es keine Unterschiede zur Originalfassung.
Wie andere Virtual-Console-Spiele für den 3DS bietet der Emulator bestimmte Funktionen, um das Spielgefühl stärker an die Originalkonsole anzupassen. Es ist möglich, das Spiel in der Originalauflösung des Game Boys darzustellen. Wenn diese Funktion nicht aktiviert ist, wird das Bild um etwa 60 % auf die Bildschirmgröße des 3DS hochgerechnet. Daher wird bei aktiver Funktion der restliche Bildschirm durch eine Abbildung des Game Boy ausgefüllt. Ein weiterer Effekt ist die Simulation des Grün-Stiches und der Bewegungsunschärfe, die der alte Game-Boy-Bildschirm aufwies.
Auf dem 3DS kann der Spielfortschritt unabhängig vom spielinternen Speicher gesichert werden. Jederzeit kann das Spiel beendet werden, wobei automatisch gespeichert wird. Beginnend an dieser Stelle fährt das Spiel fort, wenn es erneut gestartet wird. Außerdem steht die Speicherpunkt-Funktion zur Verfügung. Damit kann der Spielfortschritt in einem Speicherpunkt festgehalten und jederzeit wieder geladen werden.
Das Marktanalyseunternehmen Forecasting & Analyzing Digital Entertainment schätzte, dass die Virtual-Console-Portierung von Super Mario Land im Jahr 2011 230.500 Mal heruntergeladen wurde. Mit einem geschätzten Gewinn für Nintendo von 1,1 Millionen US-$ handele es sich um das drittlukrativste eShop-Angebot 2011.

## Rezeption

### Verkaufszahlen
Laut offiziellen Angaben von Nintendo hat sich Super Mario Land fast 18 Millionen Mal verkauft. Andere Quellen sprechen von 14 Millionen eine andere wiederum von 20 Millionen verkauften Einheiten. Enterbrain zufolge wurden in Japan insgesamt etwa 4,15 Millionen Exemplare verkauft.

### Kritik
Lucas M. Thomas von IGN äußerte in seiner Begutachtung zu Super Mario Land anlässlich der Wiederveröffentlichung 2011, dass das Spiel „seltsam“ („weird“) sei. Außerdem betonte er, dass alle Spielelemente von der Optik her sehr klein erscheinen. Die Gegner und nicht zuletzt Mario würden unverhältnismäßig klein dargestellt. Daher vermutete Thomas, die Entwickler des Spiels hätten Probleme gehabt, das Super-Mario-Spielprinzip vom Fernsehbildschirm für den kleinen Game-Boy-Bildschirm angemessen zu komprimieren. Diese technischen Mängel seien insbesondere in der wiederveröffentlichten Version auf dem 3DS offensichtlich. Die Spielzeit sei, selbst verglichen mit Super Mario Bros., sehr kurz.
In seiner Begutachtung der Wiederveröffentlichung 2011 äußerte sich Corbie Dillard von Nintendo Life, dass das Spiel zu seiner Zeit beeindruckend gewesen sei, für heutige Maßstäbe aber zu kurz und der Nachfolger Super Mario Land 2 weitaus besser sei. Die Levellänge beurteilte er als sehr gut. Weil es nur zwölf Level gebe und der Schwierigkeitsgrad gering sei, hielt Dillard Super Mario Land für erfahrene Spieler in etwa einer halben Stunde durchspielbar. Der Wiederspielwert sei gering, da es nur wenige versteckte Wege und Items gebe. Die Hintergründe wirkten detailarm, während spätere Level recht komplexe Vordergrundgrafiken aufwiesen; Animationen beschrieb er als „recht simpel“ (engl. fairly basic). Insgesamt entspreche die Grafik tatsächlich einem Game-Boy-Spiel der ersten Generation. Bezüglich der Spielmusik äußerte er sich zufriedener. Dem Komponisten sei es gelungen, den typischen Super-Mario-Musikstil umzusetzen, da jedes Stück im Spiel sehr eingängig sei. Die ägyptisch orientierten Musikstücke gelten insbesondere unter Retro-Spielern als beliebt und bedienen sich sehr gut der Game-Boy-Tontechniken, schrieb Dillard. Über die Toneffekte hingegen äußerte er sich weniger erfreut, diese schwächten aber nicht den Gesamteindruck der tontechnischen Untermalung in Super Mario Land.
Bob Mackey von 1UP bezeichnete Super Mario Land als schlechtesten, zur Markteinführung des Game Boy veröffentlichten, Titel: „Die willkürliche ägyptische Thematik und die minderwertige, schwammige Steuerung ließen diesen Teil der Mario-Reihe eher wie eine illegale chinesische Version oder wie einen ROM-Hack des originalen Super Mario Bros. erscheinen“ (“The random Egyptian theme and the cheap, floaty controls made this entry in the Mario series feel more like a Chinese pirate version or a ROM hack of the original Super Mario Bros.”).
Die Wissenschaftler Heinz Mandl und Ullrich Dittler urteilten 1994 über Super Mario Land, ein Teil der spielerischen Herausforderung bestehe darin, als Spieler die nötigen Abläufe einstudieren zu müssen, um erfolgreich zum Levelende zu gelangen. Dies werde aber durch den kleinen Bildschirm des Game Boy erschwert, durch den nur ein kleiner Teil des Levels für den Spieler sichtbar sei. Das könne einerseits als spannend und motivierend aufgefasst werden, andererseits aber in ein schlichtes Auswendiglernen ausarten. Außerdem kritisierten sie, dass der Spieler zur Bewältigung der Steuerung sehr konzentriert und fingerfertig sein müsse, demgegenüber stehe aber nur eine geringe Motivation, das Spiel tatsächlich durchzuspielen. Des Weiteren meinten Mandl und Dittler, Mario sei in dem Spiel sehr einsam. Alle belebten Figuren im Spiel stellten sich ihm in den Weg, während er allein von Gegenständen unterstützt wird. Diese Einsamkeit sei auch bei dem Spieler zu beobachten, da ihm wegen des Hardwarebildschirms nur schwer eine zweite Person beim Spielen zusehen könne.
Das Handbuch Character Design for Mobile Devices kritisierte besonders die Grafik des Spiels. Hardwarebedingt seien Details nur sehr spärlich vorhanden. Beispielsweise musste das Design des Charakters Mario im Vergleich zu Super Mario Bros. stark komprimiert werden. Gegenüber Super Mario Bros. 2, dem direkt vor Super Mario Land veröffentlichten Serienableger, wirkten die Schwarz-Weiß-Designs stark veraltet.

### Wertungsspiegel und Bestenlisten
Die aus acht registrierten Kritiken errechnete weltweite Durchschnittswertung für Super Mario Land bei der Website GameRankings.com betrug 77,94 %.
Die folgende Tabelle bietet eine Übersicht an Wertungen zum Spiel. Die Spalte „Version“ gibt Auskunft darüber, welche Version des Spiels bewertet wurde.
| Zeitschrift/Website        | Wertung | Datum         | Version                |
| -------------------------- | ------- | ------------- | ---------------------- |
| Cubed3                     | 8/10    | 19. Juni 2011 | Wiederveröffentlichung |
| IGN                        | 7,5/10  | 15. Juni 2011 | Wiederveröffentlichung |
| Nintendo Life              | 7/10    | 7. Juni 2011  | Wiederveröffentlichung |
| Nintendo Online            | 7/10    | 18. Juni 2011 | Wiederveröffentlichung |
| N-Zone                     | 8/10    | Juni 2011     | Wiederveröffentlichung |
| Official Nintendo Magazine | 91 %    | 7. Juni 2011  | Wiederveröffentlichung |
| Player One                 | 98 %    | Okt. 1990     | Original               |
| Power Play                 | 88 %    | Apr. 1990     | Original               |
| Total                      | 80/100  | Juni 1994     | Original               |
| Videogames                 | 88 %    | März 1991     | Original               |

Die Website Metacritic ordnete Super Mario Land 2011 als zwölftbestes Mario-Spiel ein. Beim Official Nintendo Magazine befindet es sich auf Platz 73 einer 2009 veröffentlichten Liste der 100 besten Nintendo-Spiele.

### Vergleich mit anderenSuper-Mario-Spielen
Super Mario Land unterscheidet sich in mehreren Aspekten von anderen Super-Mario-Spielen. Ein solches Detail ist beispielsweise die Gegnerspezies Nokobon, die den Koopas aus Super Mario Bros nachempfunden ist. In Super Mario Bros. verstecken sich diese schildkrötenartigen Wesen in ihrem Panzer, wenn Mario auf sie springt, und schleudern über den Boden. Ein Nokobon dagegen explodiert kurze Zeit später, nachdem Mario auf ihn gesprungen ist.
Ein weiterer Unterschied zu den meisten anderen Mario-Ablegern ist das Item Blume. Wenn Mario es einsammelt, verwandelt er sich nicht mehr zu Feuer-Mario wie in Super Mario Bros., sondern zu Superball-Mario und schießt keine Feuer-, sondern Superbälle. Diese Projektile prallen von Hindernissen zurück. Die Shoot-’em-up-Passagen nahm die Fachpresse zwar als spaßig, dennoch für ein Mario-Spiel als unpassend wahr. Ein Zeichen für die Unpopularität dieser Elemente sei laut Kritikern, dass keine der Ideen in späteren Serienablegern wiederverwendet wurde.
Lucas M. Thomas von IGN erklärte diese Unterschiede zum gewohnten Super-Mario-Spielprinzip damit, dass Shigeru Miyamoto nicht mitwirkte. Alle vorherigen Super-Mario-Spiele waren von Miyamotos Abteilung R&D4 entwickelt worden, Super Mario Land stammt aber von einer anderen Entwicklungsabteilung, R&D1. Super Mario Land veranschauliche damit die Vorstellung eines anderen Entwickler-Teams, welchen Weg die Reihe in Zukunft einschlagen könne. Weil diese neuen Spielprinzip-Elemente nicht in weiteren Mario-Spielen wiederverwendet wurden, habe Nintendo diese Ideen als letztlich nicht geeignet empfunden. Das nächste Super-Mario-Spiel, Super Mario Bros. 3, setzte bereits auf andere Konzepte. Auch der direkte Nachfolger Super Mario Land 2: 6 Golden Coins behielt keine der neuen Ideen bei. Im Kontext der anderen Spiele betrachtet hält Thomas Super Mario Land daher als alleinstehend. Warum die Entwickler der Abteilung R&D1 auf Änderungen zur bekannten Mario-Formel setzten, erklärte Ryan Lembie (Den of Geek) damit, dass eine bewusste Distanz zu der Super-Mario-Bros.-Reihe gehalten werden sollte. Da der Handheld-Markt in der Form noch unerschlossenes Gebiet und ein Erfolg des Game Boy ungewiss war, könne Nintendo im Fall eines Flops der Konsole Super Mario Land als alleinstehendes Spin-off darstellen. So hätte Nintendo Schaden von der Marke abwenden können. Ein anderer Ansatz sieht die technischen Limitationen der Hardware als ursächlich für die Unterschiede. Es sei ursprünglich ein angepasstes Super Mario Bros. für den Game Boy geplant gewesen, wofür einige grundlegende Gemeinsamkeiten der beiden Spiele sprächen. Auf dem kleinen Bildschirm und der geringeren Auflösung mussten Gegner angepasst werden und die ungewohnten U-Boot- und Flugzeugabschnitte seien eine Konsequenz aus den schlechteren Darstellungsmöglichkeiten von Wasser im Verhältnis zum NES.
Der Videospieljournalist Steven L. Kent schreibt in seinem Buch The Ultimate History of Video Games zu Super Mario Land: „Obwohl es das Aussehen und die Stimmung anderer Mario-Spiele hatte, brachte Super Mario Land den Klempner in neue Richtungen. In diesem Spiel flog er ein Raumschiff und fuhr in einem U-Boot.“

### Einfluss auf dieSuper-Mario-Reihe
Sämtliche Spiele der Super-Mario-Hauptreihe bauen auf die gleiche Hintergrundgeschichte auf: Ein Mädchen wurde von einem Bösewicht entführt und der Protagonist muss es retten. Im Laufe der Spiele erscheinen drei Mädchen in dieser Opferrolle. In Donkey Kong stellt Marios Freundin Pauline die Entführte dar. Pauline taucht in einigen weiteren Spielen auf, aber erst 2017 in einem „Super-Mario“-Spiel. Für das Spiel Super Mario Bros. wurde Prinzessin Toadstool eingeführt, später als Prinzessin Peach bekannt. Anders als Pauline ist sie in weiteren Super-Mario-Spielen die Entführte. Das entführte Mädchen in Super Mario Land ist Prinzessin Daisy. Wie Pauline hat auch sie keine weiteren Auftritte in Spielen der Hauptreihe, wohl aber in Spin-offs wie Mario Kart, Mario Tennis oder Super Smash Bros. Somit führte Super Mario Land einen neuen Charakter in das Mario-Universum ein.
Für das Crossover-Kampfspiel Super Smash Bros. Brawl (Wii 2008) komponierte Koji Hayama ein Arrangement der Unterwelt-Musik von Super Mario Land.

## Nachfolger
Super Mario Bros. 3 (NES, 1988) erschien in Japan bereits ein Jahr vor Super Mario Land, in den USA und in Europa hingegen später. 1990 folgte Super Mario World (SNES, 1990).
Der direkte Nachfolger von Super Mario Land ist Super Mario Land 2: 6 Golden Coins (Game Boy, 1992). Er greift kaum auf Elemente von Super Mario Land zurück. Einzig die Handlung baut auf die von Super Mario Land auf und Tatanga ist hier als Zwischenboss wiederzufinden. Super Mario Land 2 führt als neuen Charakter den Gegenspieler Wario ein. Wario erhielt die Rolle des Protagonisten im nächsten Spiel der Super-Mario-Land-Reihe, Wario Land – Super Mario Land 3, woraufhin weitere Wario-Land-Spiele folgten. Wario erhielt weitere Spiele, beispielsweise die WarioWare-Reihe, und tauchte in mehreren Spin-offs auf.
Der Titel von Super Mario 3D Land (3DS, 2011), dem ersten 3D-Super-Mario-Spiel auf einem Handheld, ist eine Hommage an Super Mario Land.